# دومزهایده

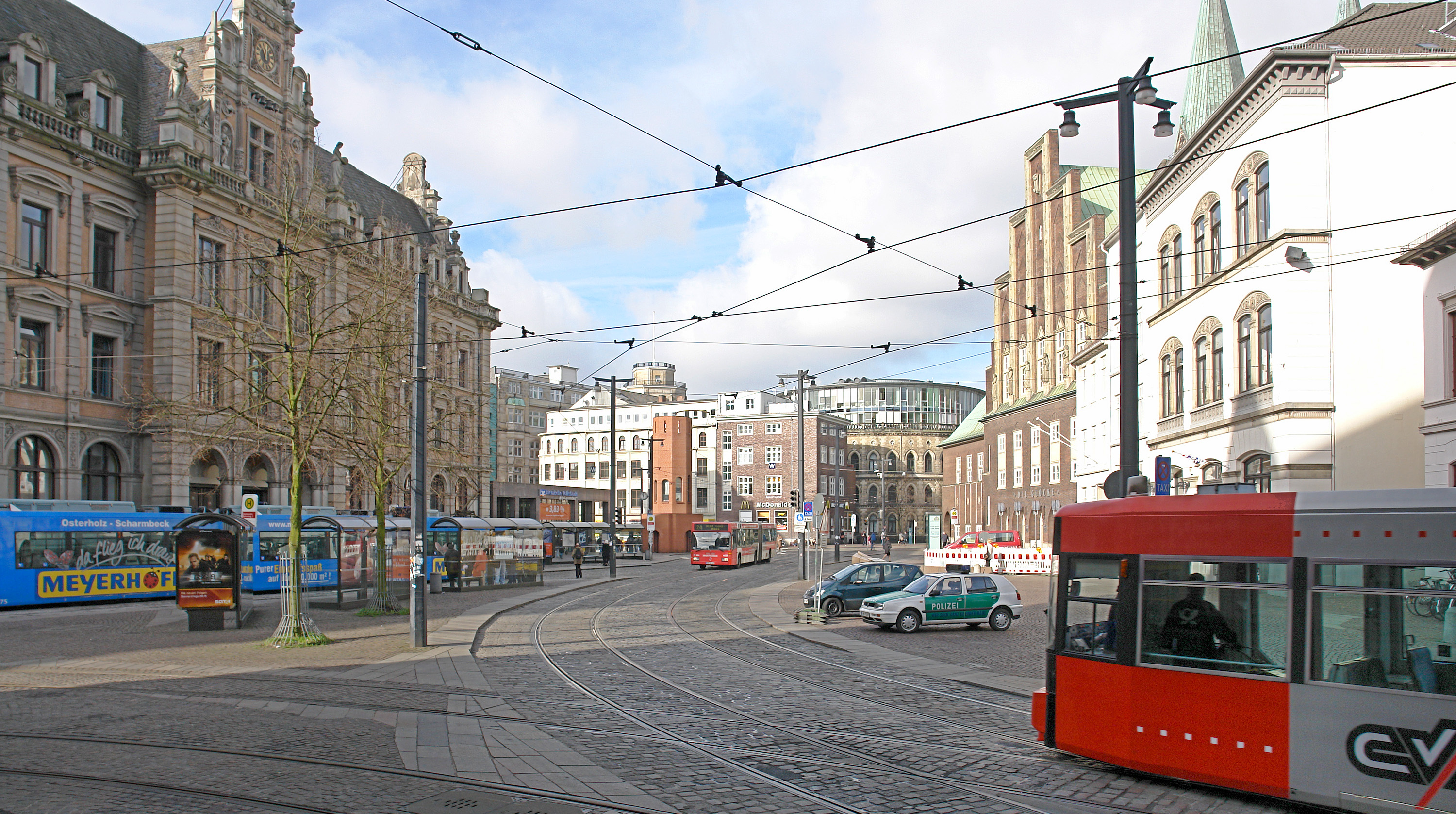
دومزهایده

دومزهایده (آلمانی: Domsheide) یکی از میدان‌های اصلی شهر برمن، آلمان است.
این میدان که در شرق برمر مارکت‌پلاتز و جنوب کلیسای جامع برمن قرار دارد ساختمان‌های مهمی همچون ساختمان اصلی اداره پست برمن را در خود جای داده‌است.

## نگارخانه

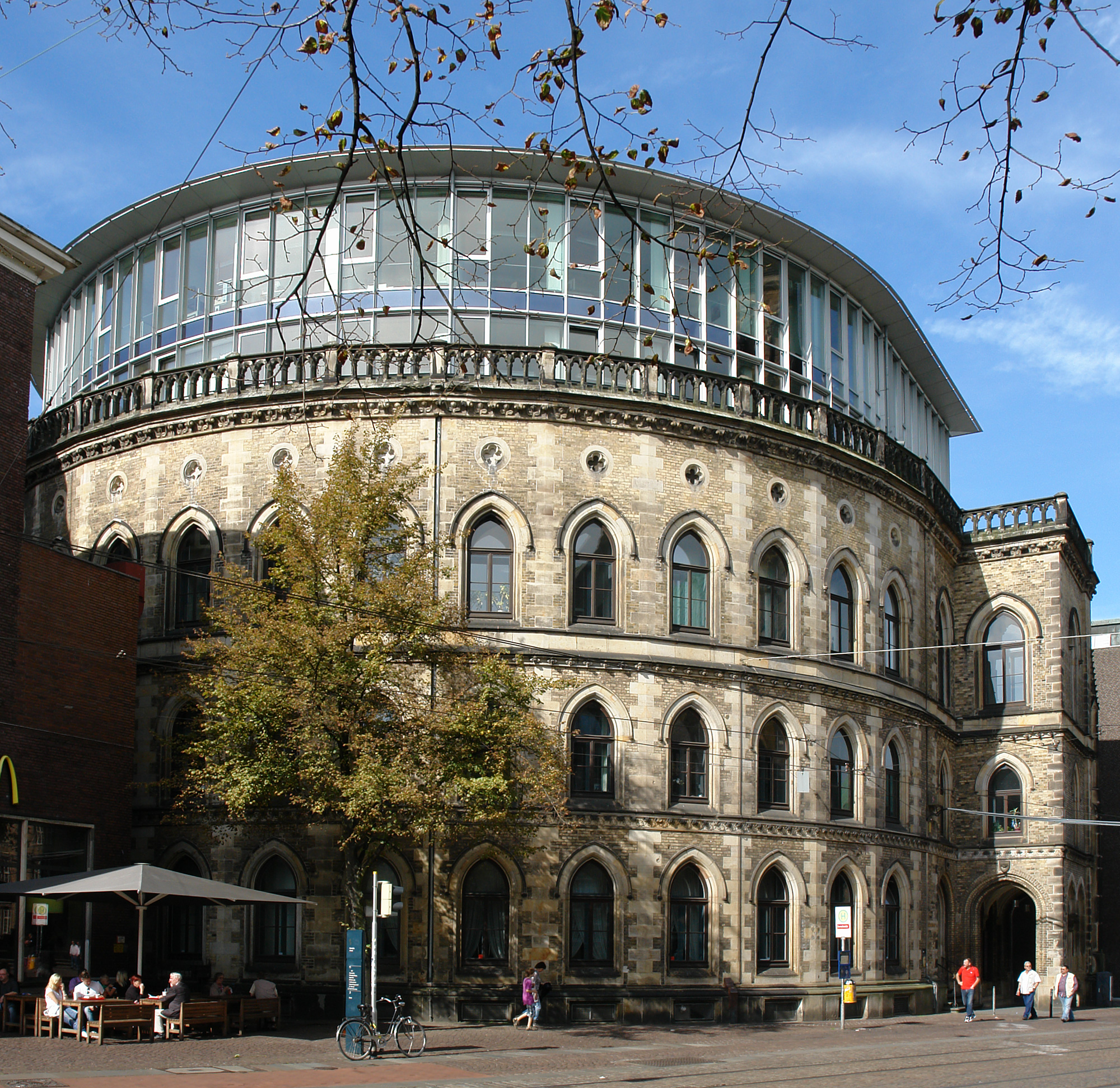
Börsenhof A
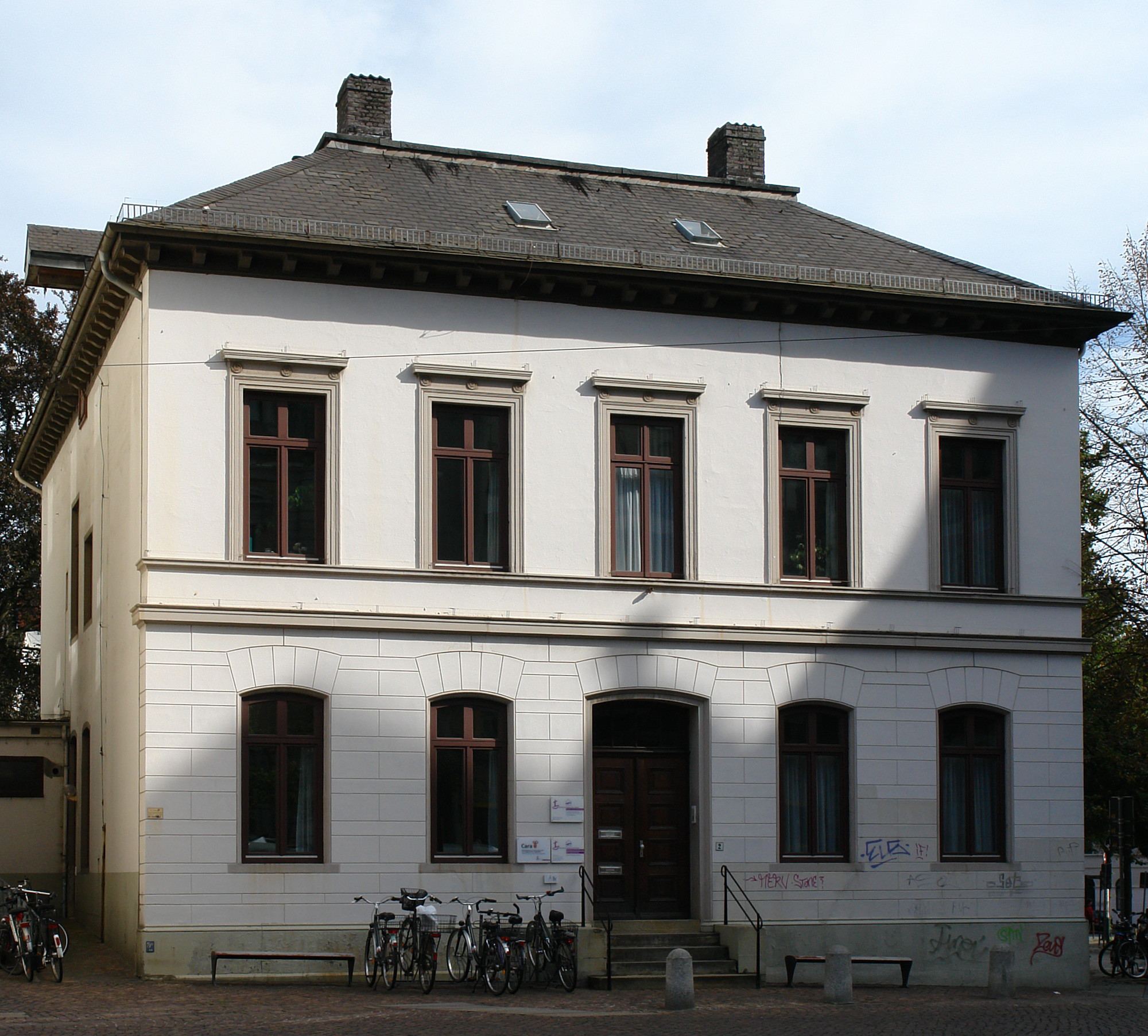
Pfarrhaus
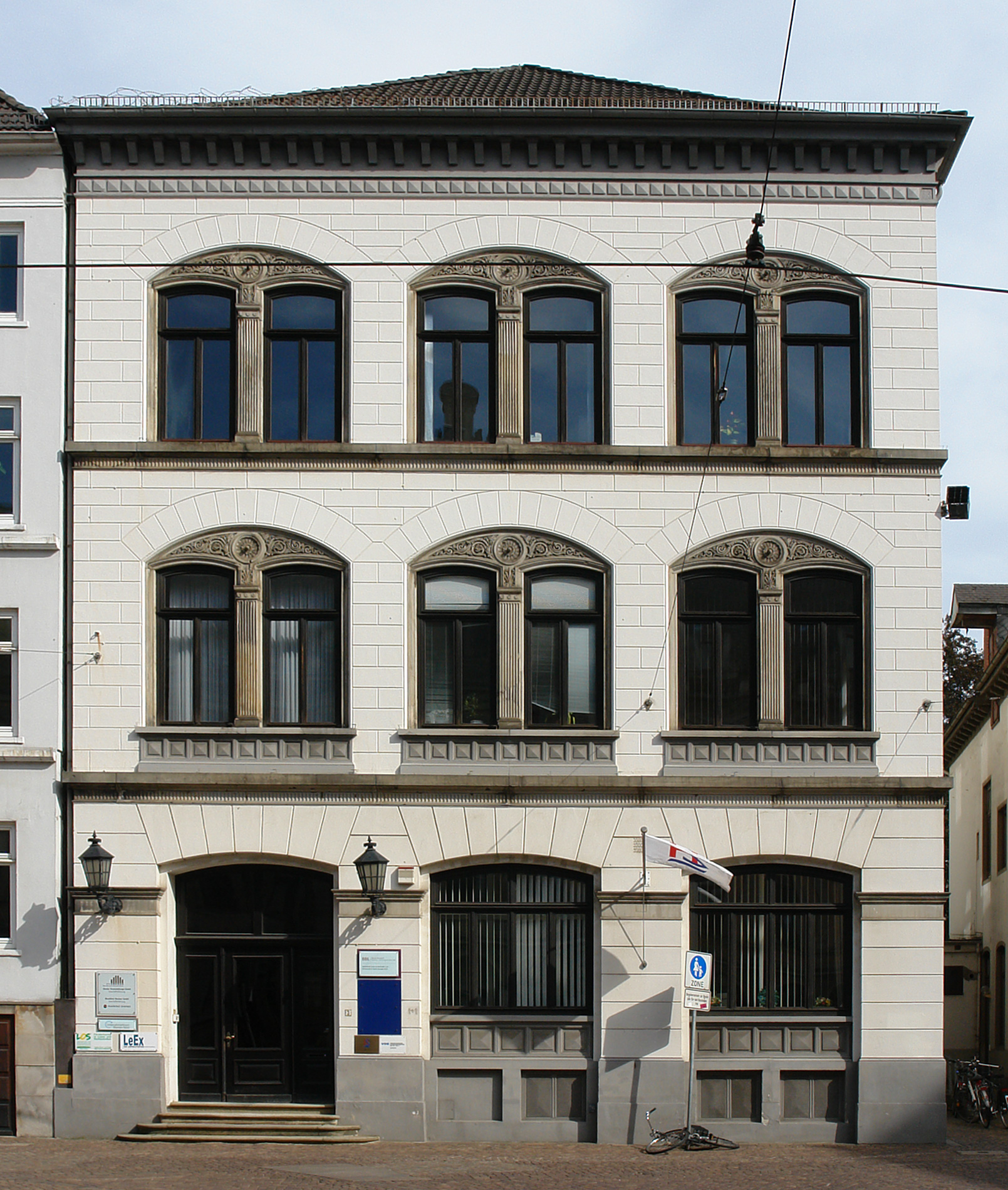
Haus Kulenkampff
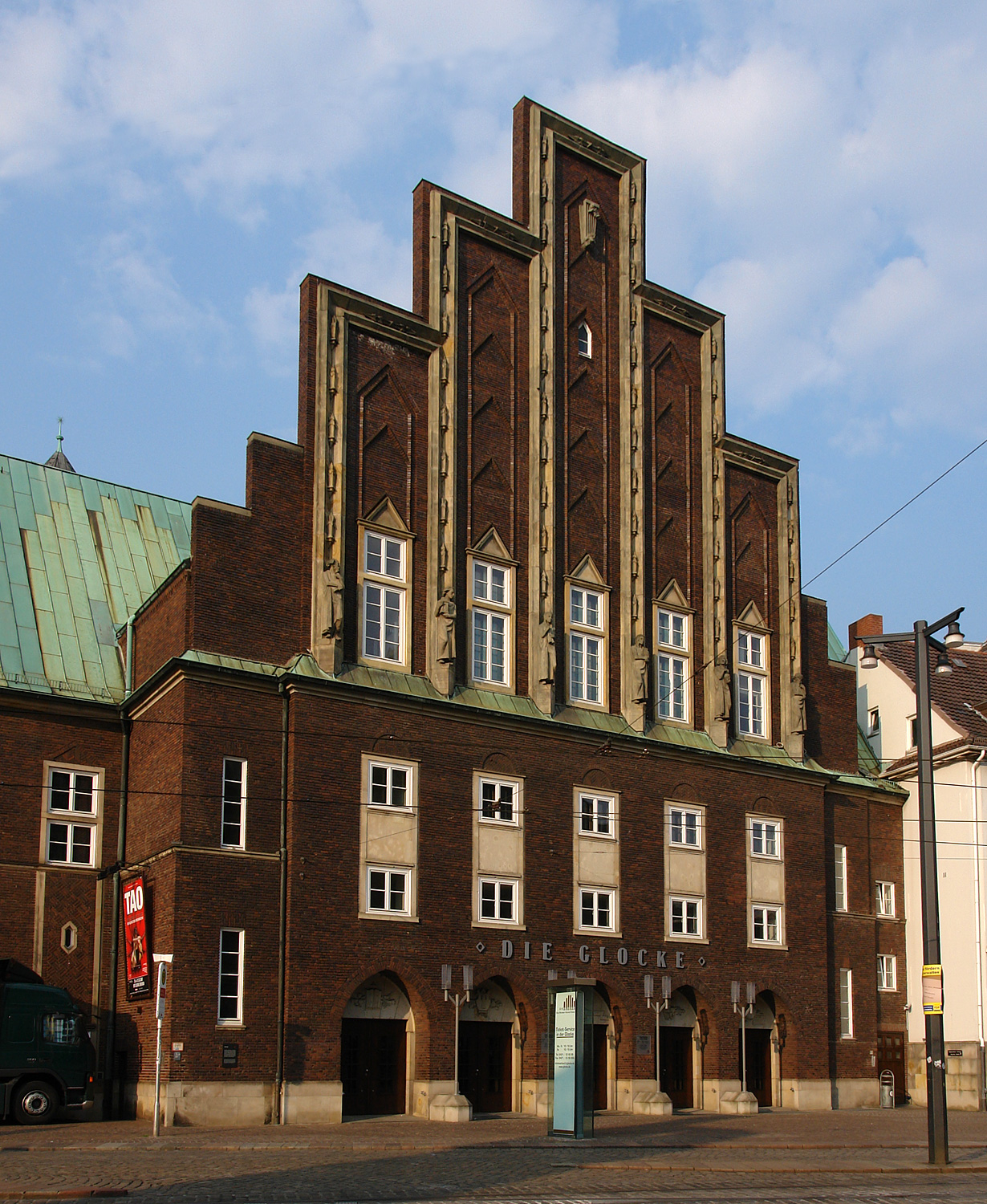
Die Glocke
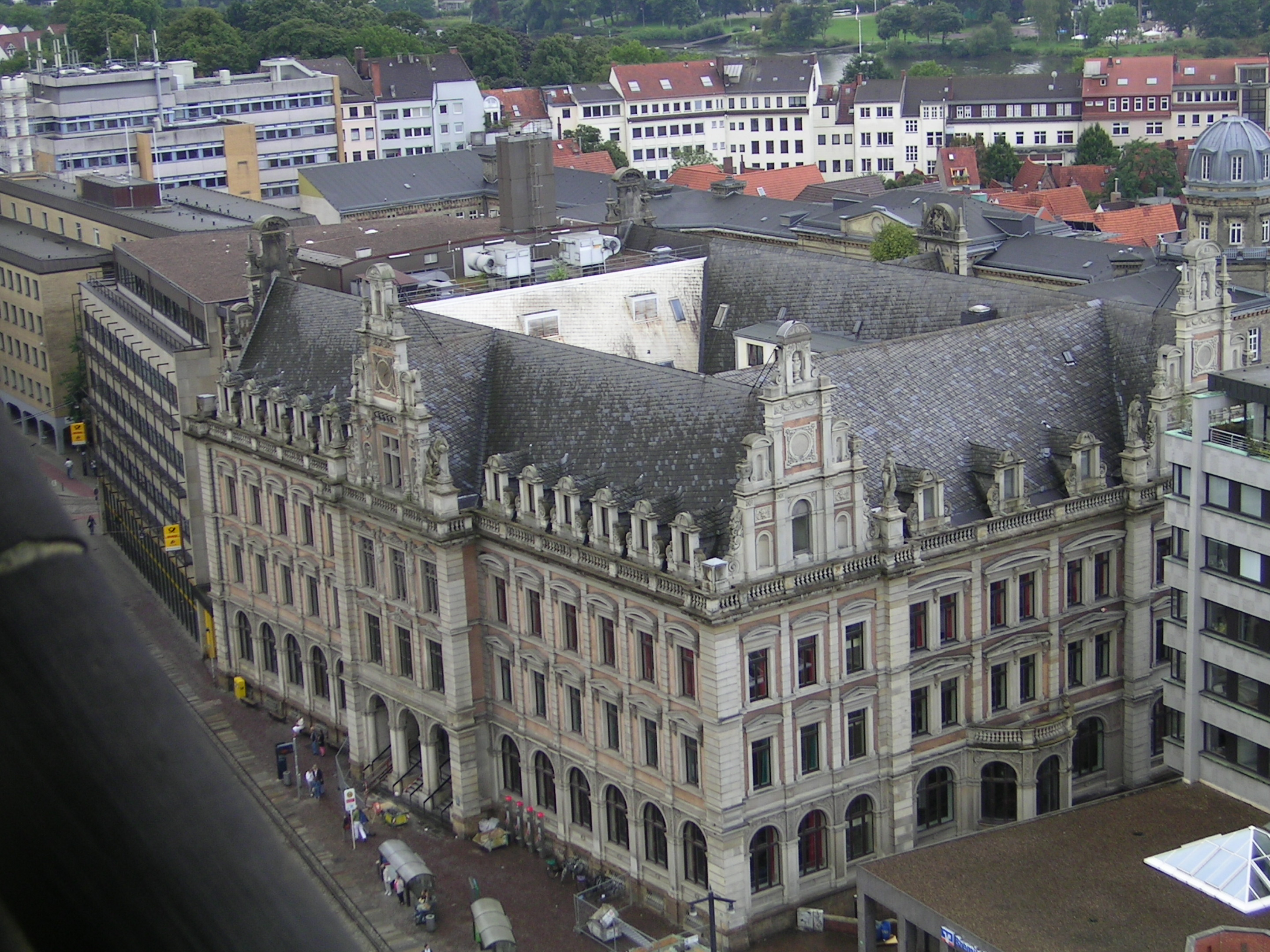
اداره پست
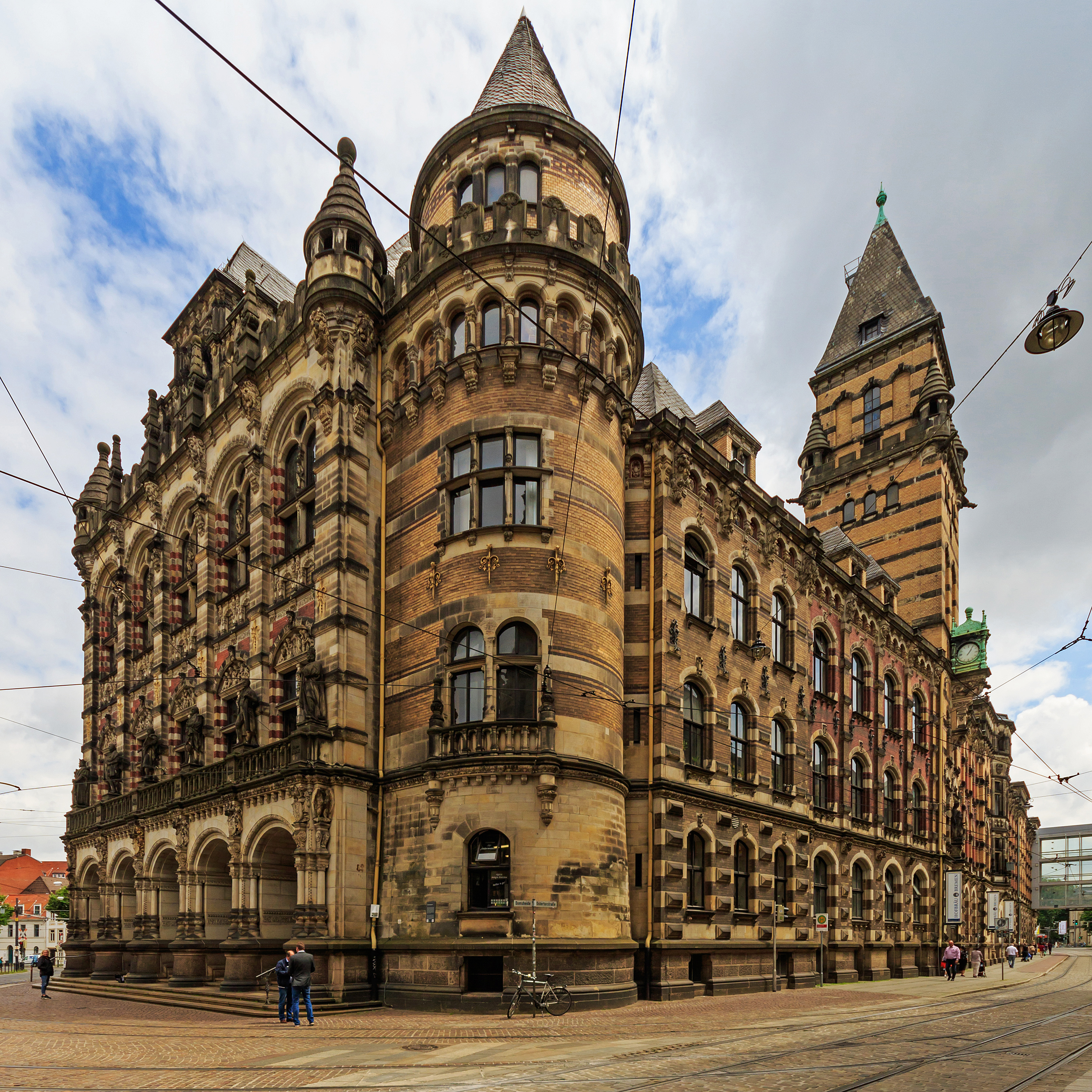
ساختمان دادگاه برمن